# Временный комитет
Временный комитет (англ. Interim Committee) — секретная группа высокого уровня, созданная в мае 1945 года военным министром Соединенных Штатов Генри Л. Стимсоном по настоянию лидеров Манхэттенского проекта с одобрения президента Гарри С. Трумэна для консультирования по вопросам, касающимся ядерной энергии. Временный комитет, состоявший из видных политических, научных и промышленных деятелей, имел широкий круг полномочий, который включал консультирование президента по вопросам контроля в военное время и разглашения информации, а также вынесение рекомендаций по послевоенному контролю и политике в отношении ядерной энергии, включая законодательство. Его первая обязанность заключалась в том, чтобы дать рекомендации о том, каким образом ядерное оружие должно быть применено против Японии. Позже он консультировал по вопросам законодательства в области контроля и регулирования ядерной энергии. Он был назван «временным» в ожидании создания постоянного органа, который впоследствии заменит его после войны, где разработка ядерных технологий будет надежно поставлена под гражданский контроль. Комиссия по атомной энергии была принята в 1946 году для выполнения этой функции.

## Сочинение
Сам Стимсон был председателем. Другими членами были: Джеймс Ф. Бирнс, бывший сенатор США, который вскоре станет государственным секретарем, в качестве личного представителя президента Трумэна; Ральф Бард, заместитель министра флота; Помощник госсекретаря Уильям Л. Клейтон ; Ванневар Буш, директор Управления научных исследований и разработок и президент Института Карнеги; Карл Т. Комптон, начальник отдела полевой службы в Управлении научных исследований и разработок и президент Массачусетского технологического института; Джеймс Б. Конант, председатель Национального исследовательского комитета по обороне и президент Гарвардского университета; и Джордж Л. Харрисон, помощник Стимсона и президент компании по страхованию жизни в Нью-Йорке. Харрисон возглавлял комитет, когда Стимсон отсутствовал, но Бирнс, как личный представитель президента, был, вероятно, его самым влиятельным членом.
Временный комитет провел свое первое заседание 9 мая 1945 года. Стимсон начал с описания своего широкого круга полномочий, который включал консультирование президента по вопросам контроля в военное время и разглашение информации, а также вынесение рекомендаций по послевоенному контролю и политике в отношении ядерной энергии, включая законодательство. Временному комитету не было конкретно поручено выносить рекомендации относительно применения ядерного оружия в военных целях, но состав комитета и тесная взаимосвязь между применением ядерного оружия в военное время и послевоенной политикой в отношении него неизбежно привели к участию Временного комитета.

## Решение об использовании атомных бомб
Самая непосредственная из задач комитета, которая была предметом последующих противоречий, заключалась в вынесении рекомендаций относительно применения атомной бомбы против Японии. Консенсус комитета, достигнутый на заседании, состоявшемся 1 июня 1945 года, описывается в журнале заседания следующим образом:
«Бирнс рекомендовал, и Комитет согласился с тем, что военному министру следует сообщить, что, хотя и признаётся, что окончательный выбор цели по сути является военным решением, нынешнее мнение Комитета заключалось в том, что бомбу следует использовать против Японии как можно скорее; использовать её на военном заводе, окружённом домами рабочих; и что она будет применена без предварительного предупреждения.»

Mr. Byrnes recommended, and the Committee agreed, that the Secretary of War should be advised that, while recognizing that the final selection of the target was essentially a military decision, the present view of the Committee was that the bomb should be used against Japan as soon as possible; that it be used on a war plant surrounded by workers’ homes; and that it be used without prior warning.
 Один из членов, Бард, позже не согласился с этим решением и в меморандуме к Стимсону изложил доводы для предупреждения Японии перед использованием бомбы.
Придя к заключению, комитет был проконсультирован Научной группой из четырёх физиков из Манхэттенского проекта: Энрико Ферми и Артура Комптона из Металлургической лаборатории Чикагского университета; Эрнест О. Лоуренс из Радиационной лаборатории Калифорнийского университета в Беркли; и Дж. Роберт Оппенгеймер, который руководил программой сборки бомб в Лос-Аламосе. Укрепляя решение, принятое 1 июня, ученые написали в официальном отчете 16 июня:
«Мнения наших научных коллег о первоначальном использовании этого оружия не являются единогласными: они варьируются от предложения чисто технической демонстрации до военного применения, наилучшим образом предназначенном для того, чтобы побудить к капитуляции. Те, кто выступает за чисто техническую демонстрацию, хотели бы запретить использование атомного оружия и опасались, что если мы будем использовать это оружие сейчас, наша позиция на будущих переговорах будет ущемлена. Другие подчеркивают возможность спасения американских жизней путем непосредственного использования в военных целях и считают, что такое использование улучшит международные перспективы, поскольку они больше заинтересованы в предотвращении войны, чем в уничтожении этого конкретного оружия. Мы склоняемся к последним взглядам; мы не можем предложить никакой технической демонстрации, которая могла бы положить конец войне; мы не видим подходящей альтернативы прямому военному использованию.»

The opinions of our scientific colleagues on the initial use of these weapons are not unanimous: they range from the proposal of a purely technical demonstration to that of the military application best designed to induce surrender. Those who advocate a purely technical demonstration would wish to outlaw the use of atomic weapons, and have feared that if we use the weapons now our position in future negotiations will be prejudiced. Others emphasize the opportunity of saving American lives by immediate military use, and believe that such use will improve the international prospects, in that they are more concerned with the prevention of war than with the elimination of this specific weapon. We find ourselves closer to these latter views; we can propose no technical demonstration likely to bring an end to the war; we see no acceptable alternative to direct military use.
 Хотя рекомендация комитета была адресована Стимсону, Бирнс сразу же со встречи 1 июня направился к Трумэну, который, как сообщается, согласился с мнением комитета. Рассматривая доклад Научной группы 21 июня, Комитет подтвердил свою позицию
«…чтобы оружие было применено против Японии при первой же возможности, чтобы оно использовалось без предупреждения, и чтобы оно использовалось для двойной цели, а именно на военном объекте или военном заводе, окруженным или прилегающим к домам или другим зданиям, наиболее восприимчивый к повреждениям.»

...that the weapon be used against Japan at the earliest opportunity, that it be used without warning, and that it be used on a dual target, namely, a military installation or war plant surrounded by or adjacent to homes or other buildings most susceptible to damage.

## Пресс-релизы
На Временный комитет была возложена ответственность за подготовку отдельных подготовленных заявлений для президента и военного министра, которые будут выпущены при применении ядерного оружия. Работа по их составлению была поручена Уильяму Лоуренсу. Лоренс представил их Артуру У. Пейджу на рассмотрение, а он, в свою очередь, передал их Временному комитету. На своем заседании 6 июля Временный комитет рассмотрел и принял ряд предложений Великобритании. Окончательный проект речи президента Трумэна был передан ему на Потсдамской конференции 1 августа. После того, как 6 августа в японском городе Хиросима была сброшена атомная бомба, Трумэн зачитал пресс-релиз, в котором говорилось, что
«С этой бомбой мы добавили новое и революционное увеличение разрушения, чтобы дополнить растущую мощь наших вооруженных сил. В настоящее время эти бомбы находятся в производстве, а ещё более мощные — в разработке.
Это атомная бомба. Это использование основной силы Вселенной. Сила, из которой Солнце черпает свою силу, была ослаблена против тех, кто принес войну на Дальний Восток.»

With this bomb we have now added a new and revolutionary increase in destruction to supplement the growing power of our armed forces. In their present form these bombs are now in production and even more powerful forms are in development.»
It is an atomic bomb. It is a harnessing of the basic power of the universe. The force from which the sun draws its power has been loosed against those who brought war to the Far East.

## Послевоенное законодательство
В июле 1944 года, до формирования Временного комитета, Буш, Конант и Ирвин Стюарт подготовили предложение по законодательству о контроле ядерной энергии. Конант представил эти предложения Временному комитету на его заседании 9 июля 1945 года. Харрисон пригласил двух опытных адвокатов, Кеннета Роялла и Уильяма Л. Марбери, чтобы заняться разработкой законодательства. Их законопроект создал бы комиссию из девяти человек, состоящую из пяти гражданских и четырёх военных. Она предоставила комиссии широкие полномочия по приобретению собственности, эксплуатации объектов, проведению исследований и регулированию всех форм ядерной энергии. Законопроект Роял-Марбери был рассмотрен Временным комитетом на его заседании 19 июля и пересмотрен в соответствии с их предложениями. Законопроект был передан президенту в августе. Временный комитет вновь встретился 28 сентября для обсуждения законодательной стратегии. Законопроект Роял-Марбери был внесён в Конгресс США председателем комитета по военным вопросам палаты представителей Эндрю Дж. Мэй и членом сенатского комитета по военным вопросам сенатором Эдвином Джонсоном 3 октября. Затем он стал известен как законопроект Мэй-Джонсона.
Законопроект Мэй-Джонсона вскоре столкнулся с трудностями. Хотя Временный комитет был распущен в ноябре, он провел ещё одно заседание в декабре, чтобы обсудить поправки к законопроекту Мэй-Джонсона. 20 декабря 1945 года сенатор Брайен МакМахон представил альтернативный законопроект об атомной энергии в Сенате, который быстро стал известен как законопроект МакМахона. Первоначально это был очень либеральный законопроект о контроле над научными исследованиями, который был широко поддержан учеными. МакМэхон сформулировал противоречие как вопрос о военном и гражданском контроле над атомной энергией, хотя законопроект Мэй-Джонсона также предусматривал гражданский контроль за атомной энергией. В 1946 году в законопроект МакМахона было внесено несколько серьёзных изменений, чтобы успокоить более консервативные элементы в Сенате. Полученный законопроект прошел как Сенат, так и Палату без существенных изменений. 1 августа 1946 года Трумэн подписал закон Мак-Магона как закон об атомной энергии 1946 года.